# Pigne de la Lé
Pigne de la Lé är en bergstopp i Schweiz.   Den ligger i distriktet Sierre och kantonen Valais, i den södra delen av landet, 100 km söder om huvudstaden Bern. Toppen på Pigne de la Lé är 3 396 meter över havet, eller 112 meter över den omgivande terrängen. Bredden vid basen är 0,61 km.
Terrängen runt Pigne de la Lé är huvudsakligen bergig, men åt nordväst är den kuperad. Närmaste större samhälle är Zermatt, 12,7 km sydost om Pigne de la Lé. 
Trakten runt Pigne de la Lé består i huvudsak av gräsmarker. Runt Pigne de la Lé är det glesbefolkat, med 8 invånare per kvadratkilometer.